# Faubourg de Beauvais (Amiens)
Le Faubourg de Beauvais est un quartier d'Amiens, situé au sud-ouest de la ville.

## Historique
Le faubourg de Beauvais était à l'origine à vocation essentiellement agraire. 
Au XVIIe siècle, fut construite la chapelle Saint-Honoré pour répondre à la demande des habitants de cette partie de la ville.
Elle fut démolie en 1869, après la construction de la nouvelle église édifiée au sud du quartier. Le cimetière qui bordait la chapelle, au sud, fut détruit en même temps que la chapelle. 
Le faubourg de Beauvais s'est développé au XIXe siècle et au début du XXe siècle. Le sud du quartier fut en partie détruit lors des bombardements aériens allemands des 18 et 19 mai 1940 au début de la Seconde Guerre mondiale. La reconstruction de l'après guerre a donné naissance à l'esplanade Edouard Branly et à la nouvelle église Saint-Honoré.

## Morphologie du quartier
Le quartier est limité au nord par les boulevards intérieurs et la voie ferrée, au sud par les boulevards extérieurs, à l'est par la rue Gauthier de Rumilly et par l'avenue Foy à l'ouest.
Le quartier est structuré par deux axes routiers nord-sud, les rues de Paris et de Rouen et par de nombreuses rues transversales.
L'habitat est constitué majoritairement de maisons individuelles en brique de type « maison amiénoise ».
La Compagnie d'arc d'Amiens y possède son siège social, au 15 rue de Lannoy, ainsi que ses deux jeux d'arc depuis 1913.